# 신송식품
신송식품(영어: Sing Song Foods)는 대한민국의 식품 전문 기업이다.

## 종류
- 신송간장골드
- 신송간장

## 같이 보기
- 김용림 → 최초 광고모델
- 한상덕 1980년대 광고
- 엄주환 1990년대 광고